# Friedrich III. (Habsburg)

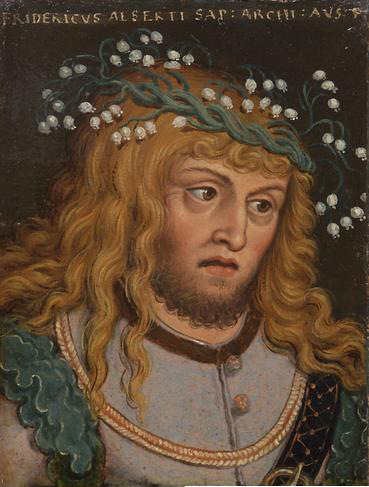
Friedrich III.

Friedrich III. von Österreich (* 31. März 1347; † 10. Dezember 1362) aus dem Haus Habsburg war ein Herzog. Nach Rudolf IV. war er der zweite Sohn von Herzog Albrecht II. und der Erbgräfin Johanna von Pfirt. Er starb mit 15 Jahren und wurde in der Herzogsgruft des Wiener Stephansdoms bestattet.